# Benjamin Briffe
Benjamin Briffe, né le 1er février 1987 à Rouen, est un handballeur franco- américain. Il évolue au poste d'arrière droit. Son frère Romain Briffe est également handballeur professionnel.
Après été professionnel pendant plusieurs saisons en championnat de France, il rejoint en 2014 les États-Unis et devient international américain.

## Biographie
Benjamin Briffe a commencé le handball au club du Handball Pays de Vannes, club entrainé par son père Jean-Marc, puis intègre en 2001 le pôle de Cesson-Sévigné en sport-étude,. Pour compléter ses études de kiné, il joue un an à Thau-Frontignan près de Montpellier avant de rejoindre le centre de formation du Toulouse Handball.
Il joue ses premiers matchs en Division 1 à 20 ans lors de la saison 2006/2007. En 2009, il obtient son diplôme de kinésithérapeute et signe son premier contrat professionnel à Toulouse. En 2011, il signe au Cesson Rennes Métropole Handball où il évolue trois nouvelles saisons dans l'élite.

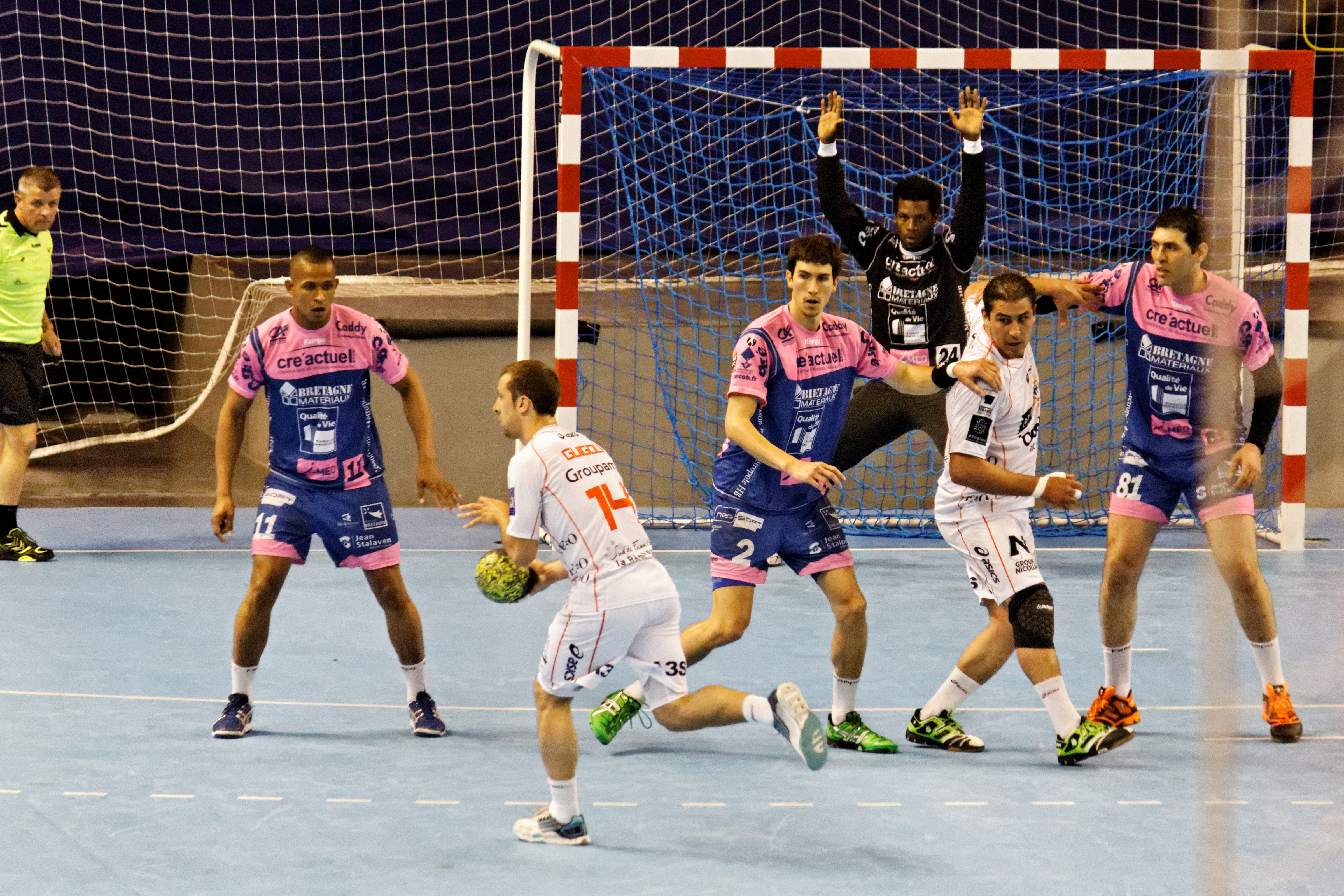
Benjamin Briffe (no 2) au centre de la défense de Cesson face à Montpellier en 2012.

En 2014, il quitte alors le monde professionnel pour suivre sa compagne qui a dû rentrer chez elle aux États-Unis. Mais son Visa Touriste arrivant à expiration, il est dans l’obligation de retourner en France et il rejoint en novembre le Pays d'Aix UC en tant que joker médical. Mais il se blesse à l'épaule et n'est pas conservé au terme de la saison. Il se marie en 2015 et pose ses valises pour de bon à New York où il évolue sous les couleurs du New York City THC (en).
Il s'impose comme l'un des meilleurs joueurs du Championnat des États-Unis (en) (étant notamment élu meilleur arrière droit de la compétition en 2018 et 2019) et est ainsi retenu dans l'équipe nationale des États-Unis. Du fait de la pandémie de Covid-19, le Championnat d'Amérique du Nord et Caraïbes ne peut avoir lieu en 2020 et l'équipe américaine obtient une wild-card pour participer au Championnat du monde 2021. Mais alors que les Américains préparent la compétition au Danemark, plusieurs joueurs dont Briffe sont testés positifs au Covid-19, de sorte que la team USA est contrainte de déclarer forfait deux jours seulement avant le début de la compétition.

## Palmarès

### En clubs
Compétitions internationales
- 8e place à la IHF SuperGlobe en 2017 avec Université de Sydney[1]
- 9e place à la IHF SuperGlobe en 2019[1]
- 5e place au Championnat panaméricain des clubs en 2016 (en)
- Vainqueur du Championnat d'Amérique du Nord et Caraïbes (en) en 2019 (en)

Compétitions nationales
- Championnat des Etats-Unis (en)[3]
  - Vainqueur en 2015, 2017 et 2018
  - Deuxième en 2016 et 2019

### En équipe nationale
- 9e place au Championnat d'Europe des -18 ans en 2004[2]

### Distinctions individuelles
- Participation au Hand Star Game en 2013[3],[1]
- élu meilleur arrière droit du Championnat panaméricain des clubs 2016 (en)
- élu meilleur arrière droit du Championnat des Etats-Unis (en) en 2018 (en) et 2019 (en)[3]
- élu meilleur joueur et meilleur buteur du Championnat d'Amérique du Nord et Caraïbes des clubs 2019 (en)